# Nathan F. Dixon III
Nathan F. Dixon III (Westerly, 1847. augusztus 28. – Westerly, 1897. november 8.) az Amerikai Egyesült Államok szenátora (Rhode Island, 1889–1895).